# バルエ王国
バルエ王国（Barue Kingdom）またはバリュー王国はモザンビーク西部のバルエ郡（マニカ州）に位置する植民地時代以前の王国。 

## 概要
バルエ王国は当初、モノモタパ王国の地方を統治する際に誕生した。バルエ王国が最初に言及されたのは1506年のことである。また、1512年、アントニオ・フォルナンデスがバルエに王がいたことを記録している。バルエの王朝は1480年代に出現した可能性がある。バルエ地域におけるモノモタパ権力の衰退はポルトガル海上帝国の来航と重なり、バルエ王国はその3世紀を通じてポルトガルの攻撃対象だった。1650年、アントニオ・ロボ・ダ・シルバの指揮下にあるポルトガル人が征服した。